# CITIC

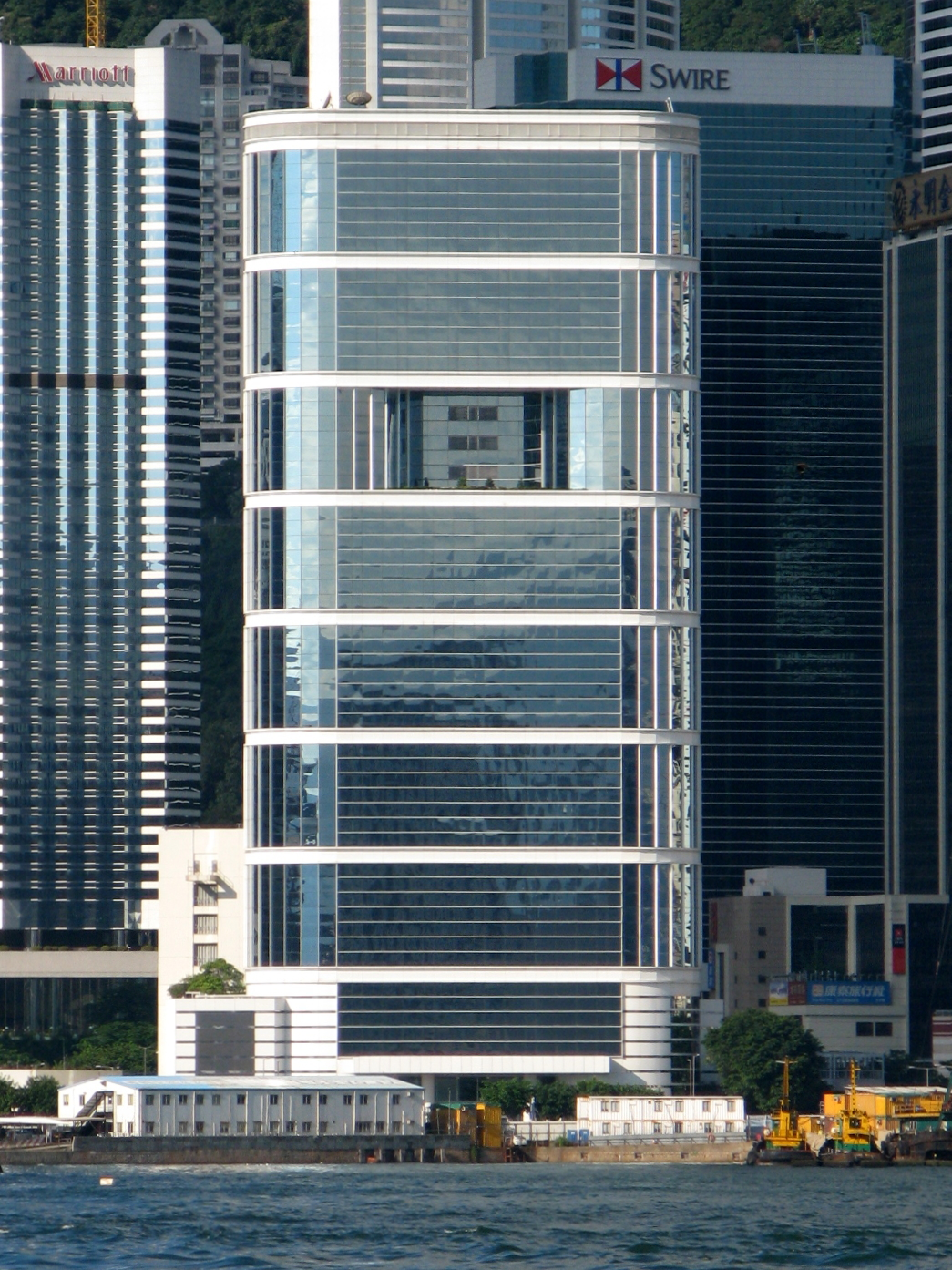
Штаб-квартира CITIC Limited в Гонконге

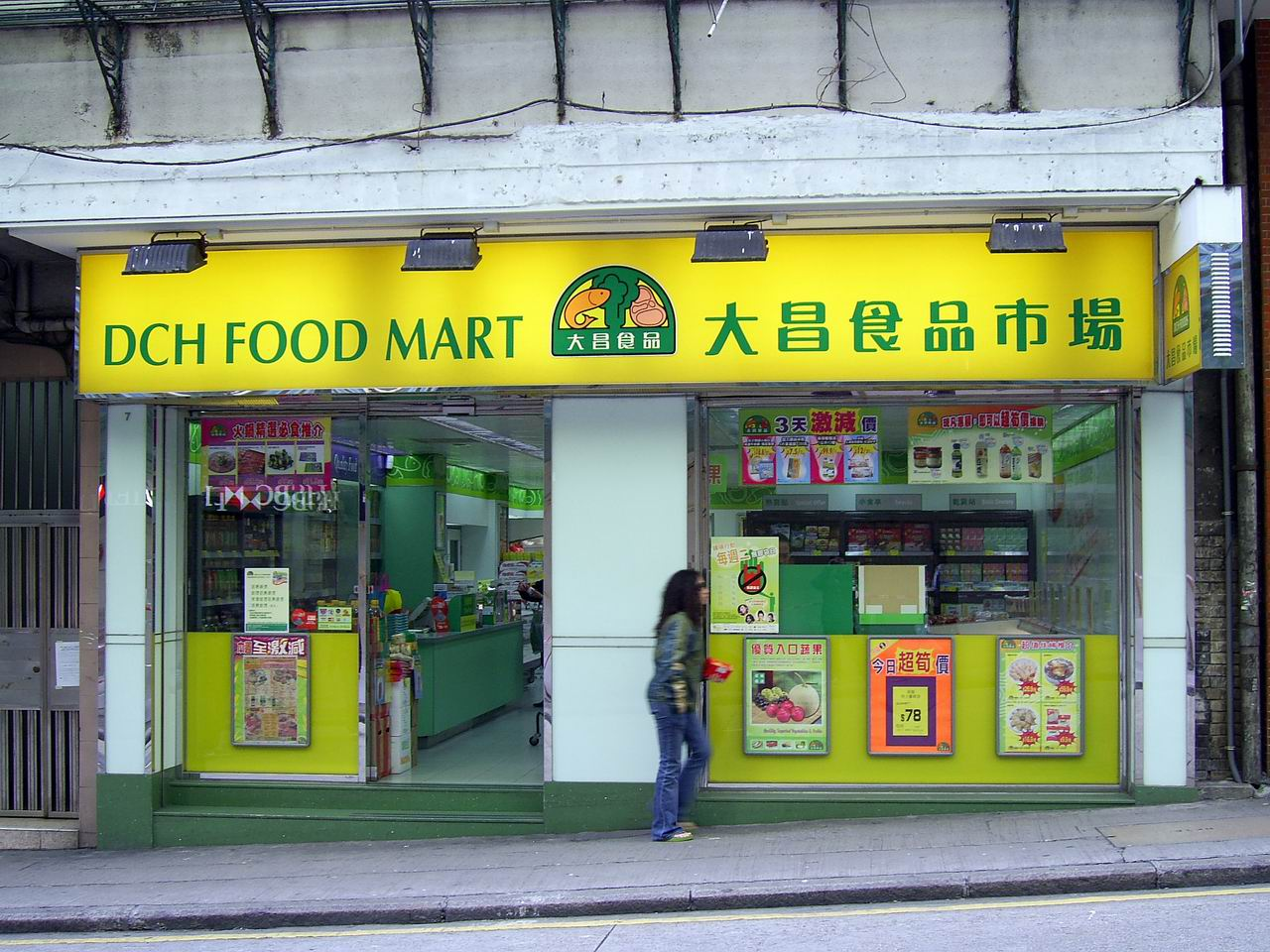
Магазин DCH в Гонконге

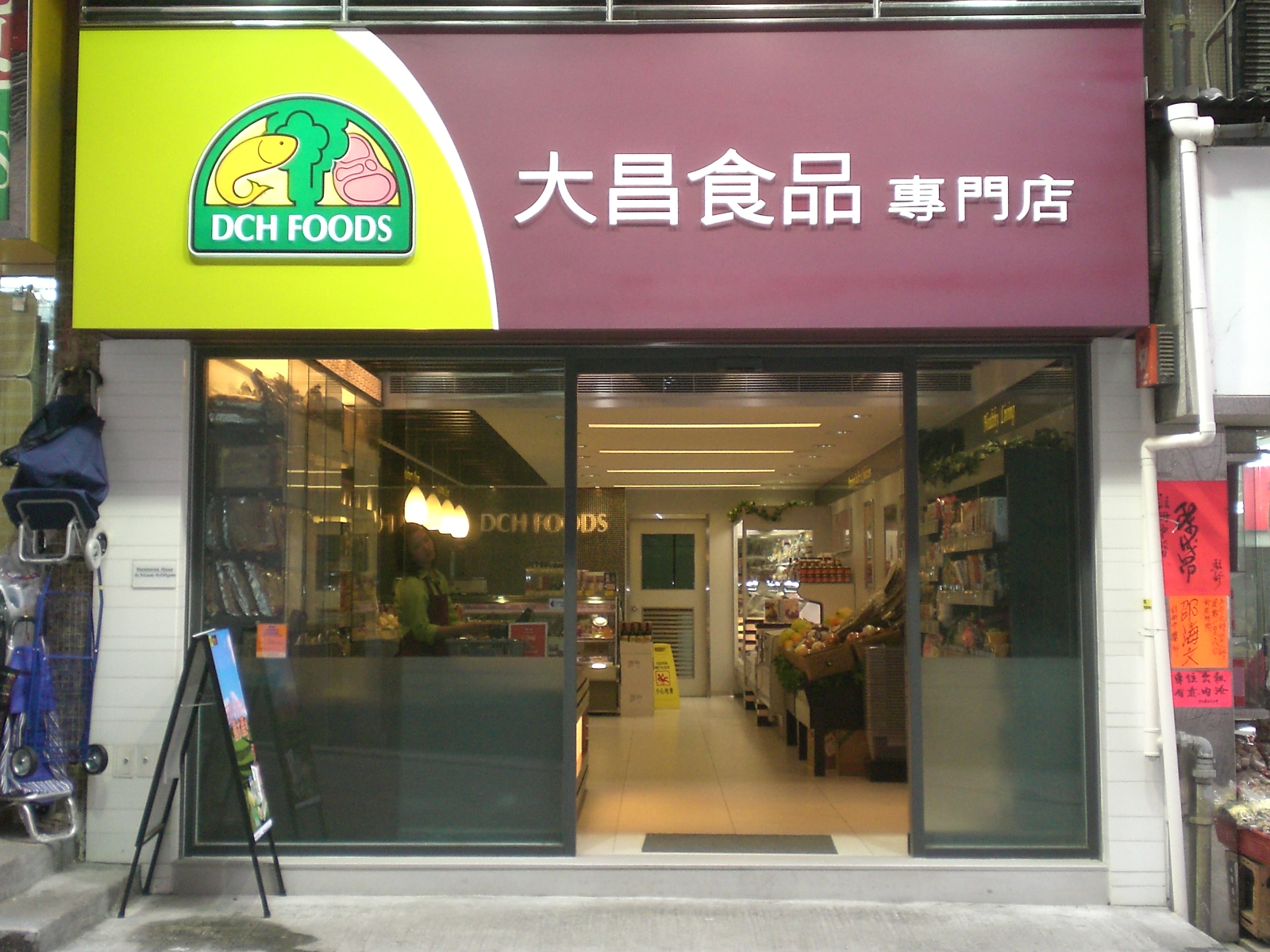
Магазин DCH в Гонконге

CITIC Group или Международная китайская инвестиционная корпорация по управлению имуществом (кит. трад. 中國中信集團公司, упр. 中国中信集团公司, пиньинь  Zhōngguó Zhōngxìn Jítuán Gōngsī, англ. CITIC Group, англ. China International Trust and Investment Corporation) — одна из крупнейших государственных инвестиционных корпораций Китая. Основана Жун Ижэнем в 1979 с согласия Дэн Сяопина. Штаб-квартира располагается в Пекине, в районе Чаоян.

## История
В конце 1970-х годов в КНР по инициативе Дэн Сяопина начались экономические реформы, призванные начать внедрение передовых технологий в промышленности и финансах и открыть экономику страны для международной торговли. Для реализации этого в 1979 году была создана Международная китайская инвестиционная корпорация по управлению имуществом (CITIC). В качестве главы корпорации был назначен Юн Ижэнь (кит. 榮毅仁), один из самых богатых людей Китая до Китайской революции, контролировавший большую часть текстильной промышленности Шанхая. Он был одним из немногих капиталистов, которые остались на материке после 1949 года (за что получил прозвище «Красный капиталист»).
В 1993 году Юн Ижэнь ушёл из корпорации на пост вице-президента КНР, его сменил Ван Жун (Wang Jun), сын одного из основателей КНР Ван Чжэня. Он работал в CITIC с 1979 года. Также он был председателем ещё одной государственной компании, Poly Group, специализировавшейся на торговле антиквариатом, недвижимостью и оружием (на 2013 году третий крупнейший аукционный дом в мире).
В 2014 году гонконгская дочерняя компания CITIC Pacific за 227 млрд юаней ($36 млрд) приобрела у CITIC большинство активов материнской группы (в первую очередь China CITIC Bank), в связи с чем её название было изменено на CITIC Limited.
В 2017 году CITIC Group (через свой инвестфонд Citic Capital) и американский фонд Carlyle Group купили 80 % сети ресторанов McDonald’s в Китае и Гонконге за 2,08 млрд долларов. После окончания сделки 52 % бизнеса сети ресторанов сосредоточились у CITIC Group, 28 % — у Carlyle и 20 % остались у McDonald’s.
В декабре 2024 года бывший заместитель генерального директора компании CITIC Group Сюй Цзо был исключен из Компартии и уволен с госслужбы за серьезные нарушения партийной дисциплины и закона.

## Структура
- Холдинг CITIC Limited был основан в 1990 году, с 2014 года через него осуществляется практически вся деятельность группы CITIC. Штаб-квартира расположена в небоскрёбе CITIC Tower (округ Сентрал).

- China CITIC Bank входит в число 50 крупнейших банков мира по размеру активов[12]. Был основан в 1987 году. Штаб-квартира находится в Пекине, около 95 % активов приходится на КНР. Банк имеет гонконгскую дочернюю структуру CITIC Bank International, ориентированную на международные финансовые операции.

- CITIC Securities является крупнейшим инвестиционным банком КНР. Основан в 1995 году, штаб-квартира находится в Шэньчжэне. CITIC принадлежит 15,59 % акций, остальные обращаются на Шанхайской и Гонконгской фондовых биржах.

- Dah Chong Hong[англ.] (DCH Holdings) — компания основана в 1949 году, в 1991—1992 годах была куплена CITIC Pacific, занимается розничной торговлей (владеет сетью продуктовых магазинов DCH Food Mart в Гонконге и Макао), дистрибуцией автомобилей, авиационного оборудования, косметики и пищевых продуктов, обслуживанием наземных авиатехнических систем, логистикой.

- CITIC Pacific Special Steel — сталелитейная компания, владеющая четырьмя металлургическими комбинатами общей производительностью 13 млн т в год.

- CITIC Dicastal — крупнейший в мире производитель алюминиевых дисков и других комплектующих для автомобилей, 25 заводов в КНР, Северной Америке и Европе, 58 млн дисков и 110 тысяч т литых деталей в год.

- CITIC Telecom International[англ.] — телекоммуникационный актив CITIC Limited, компания основана в 1999 году, с 2007 года котируется на Гонконгской фондовой бирже[13].

- CITIC Resources[англ.] — компания основана в Гонконге в 1997 году, занимается поставками нефти, угля и металлов, контролирует нефтяные месторождения в Казахстане и северо-восточном Китае (фактически является четвёртой по величине нефтяной компанией Китая после PetroChina, Sinopec и CNOOC). Отдельная компания CITIC Mining International осуществляет масштабный проект по добыче магнетита в Австралии.

- CITIC Construction[англ.] — дочерняя строительная компания, которая по итогам 2013 года заняла 46-е место в мире по объёму выполненных заказов. Среди крупнейших проектов, которые компания выполнила за последнее время — строительство главного стадиона Олимпиады-2008 в Пекине «Птичье гнездо», строительство социального жилья в Анголе на общую сумму $10 млрд, строительство скоростной автострады в Алжире на общую сумму $6,3 млрд. Филиалы располагаются в Бразилии, Венесуэле, Иране, РФ, Узбекистане, Казахстане, Анголе и ЮАР.

- CITIC Real Estate — дочерняя компания, развивающая проекты группы в сфере недвижимости. Среди крупнейших проектов компании — небоскрёбы CITIC Tower в Пекине и CITIC Plaza в Гуанчжоу.

- CITIC Press Group[англ.] — издательская компания, основанная в 1988 году; владеет широкой сетью книжных магазинов в КНР.

- CITIC 21CN[англ.] — базирующаяся в Гонконге компания, занимается информационными технологиями и программным обеспечением.

- CITIC Offshore Helicopter[англ.] осуществляет грузовые и пассажирские перевозки вертолётами, в основном обслуживает нефтедобывающие платформы.

- CITIC Heavy Industries — машиностроительная компания, производит тяжелую технику и оборудование для горнодобывающей, строительной, металлургической, энергетической и химической промышленности.
  - «СИТАМ Интэллиджэнс Эквипмэнт» — дочерняя компания CITIC Heavy Industries, базируется в Республике Беларусь, разрабатывает и производит специальных роботов[14].

- CITIC Guoan Group[англ.] — базирующийся в Пекине инвестиционный холдинг.
  - CITIC Guoan Information Industry[англ.] (кабельное телевидение, спутниковые информационные сети, программное обеспечение)
  - Baiyin Nonferrous Group (цветная металлургия)
  - Бэйцзин Гоань (футбольный клуб)

### Совместные предприятия
- Caspi Bitum — совместный проект CITIC Group и Kazakhstan Petrochemical Industries по производству дорожного битума[15].